# Schnuller

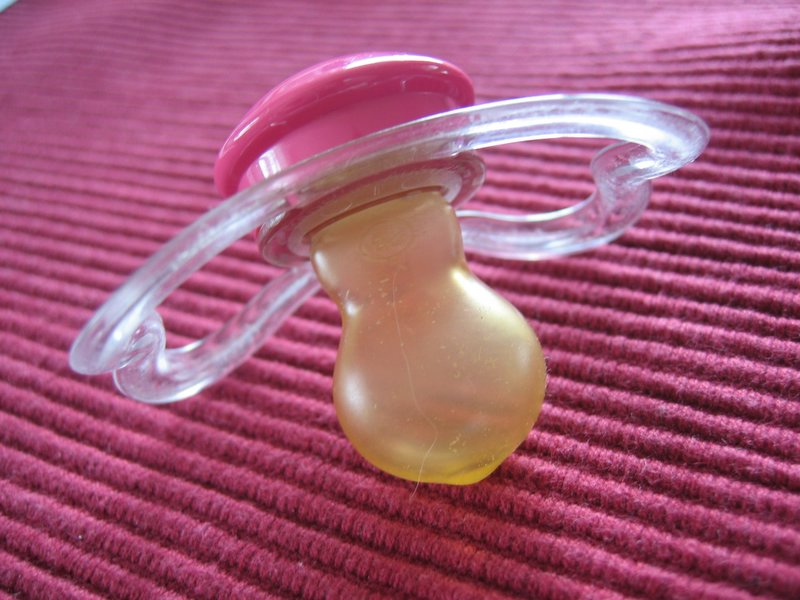
Schnuller

Der Schnuller (auch Beruhigungssauger) dient dazu, das Saugbedürfnis von Säuglingen und Kleinkindern zu befriedigen. Der moderne Schnuller besteht im Wesentlichen aus einem Mundteil, welches aus Latex oder Silikon hergestellt ist, und einem Schild, welcher das Verschlucken des Mundteils verhindert.
Umgangssprachlich wird der Schnuller auch Nuckel, Nunni, Duddu oder Diddi, alemannisch und verbreitet schweizerdeutsch Nuggi, Nüggel und ähnlich, im schwäbischen Teil Baden-Württembergs und in der Ostschweiz Zapfen, in Graubünden und Wallis Lutsch, Lutscher, in Unterwalden Tutsch, in Altbayern Duzl oder Dizi, österreichisch auch Duttel, Fopper, Luller, Nosi oder Zuz(zi), in Südtirol Luller oder Lulli, in Sachsen Nubbel oder Nubbl, in der Oberlausitz Huttl oder Hutti und im rheinisch-bergischen Raum Bubu genannt.

## Ursprung und Funktion
Kindernuckeln ist ein natürlicher Vorgang. Der Saugreflex ist angeboren und hat zum Ziel, dass das Kind die Muttermilch saugen kann. Das Saugen formt den Kiefer und ist deshalb in einer frühen Phase für die Gebissentwicklung wichtig. Haben Kinder im Säuglingsalter über das Gestilltwerden hinaus ein Lutschbedürfnis, dann ist ein Schnuller besser geeignet als der Daumen. Sollten Kinder mit dem Daumenlutschen anfangen, sollte man ihnen stattdessen einen richtig geformten Schnuller anbieten. Kieferveränderungen, die vom dicken Daumen als Nuckelalternative kommen, sind gravierender als Kieferveränderungen durch einen Sauger. Der Oberkiefer wird durch den Daumen nach vorn und gleichzeitig der Unterkiefer nach hinten gedrückt. Dadurch kann ein sogenannter lutschoffener Biss entstehen. Damit ist eine spätere  kieferorthopädische Behandlung vorherbestimmt.
Auch gut geformte Schnuller stören die natürliche Gebissentwicklung. Die Zähne, die durchbrechen wollen, drücken den Schnuller ein bisschen zusammen, jedoch verschafft sich der mit Luft gefüllte „Ballon“ des Schnullers Platz, indem er die Zähnchen dabei wieder zurückdrückt. So kann ein Überbiss entstehen, weil die Zähne versuchen, am Schnuller vorbei durchzubrechen. Auch der Kiefer selbst wird dabei verändert und in eine falsche Position gedrückt.
Der Saugreflex sollte nicht über die von der Natur vorgesehene Zeit hinaus verlängert werden. Wenn die ersten Milchzähne durchbrechen, löst der Kaureflex den Saugreflex ab. Wenn die Umstellung auf festere Nahrung erfolgt, sollte der Schnuller langsam abgewöhnt werden. Dies sollte ungefähr um den ersten Geburtstag herum erfolgen. Gegebenenfalls kann er durch einen Beißring ersetzt werden, der auch den Zahndurchbruch erleichtert.

## Geschichte

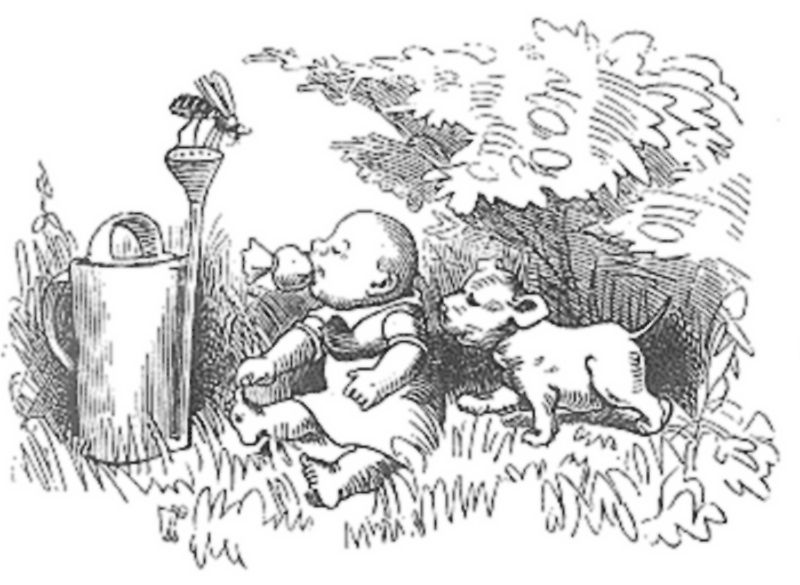
Der Schnuller von Wilhelm Busch

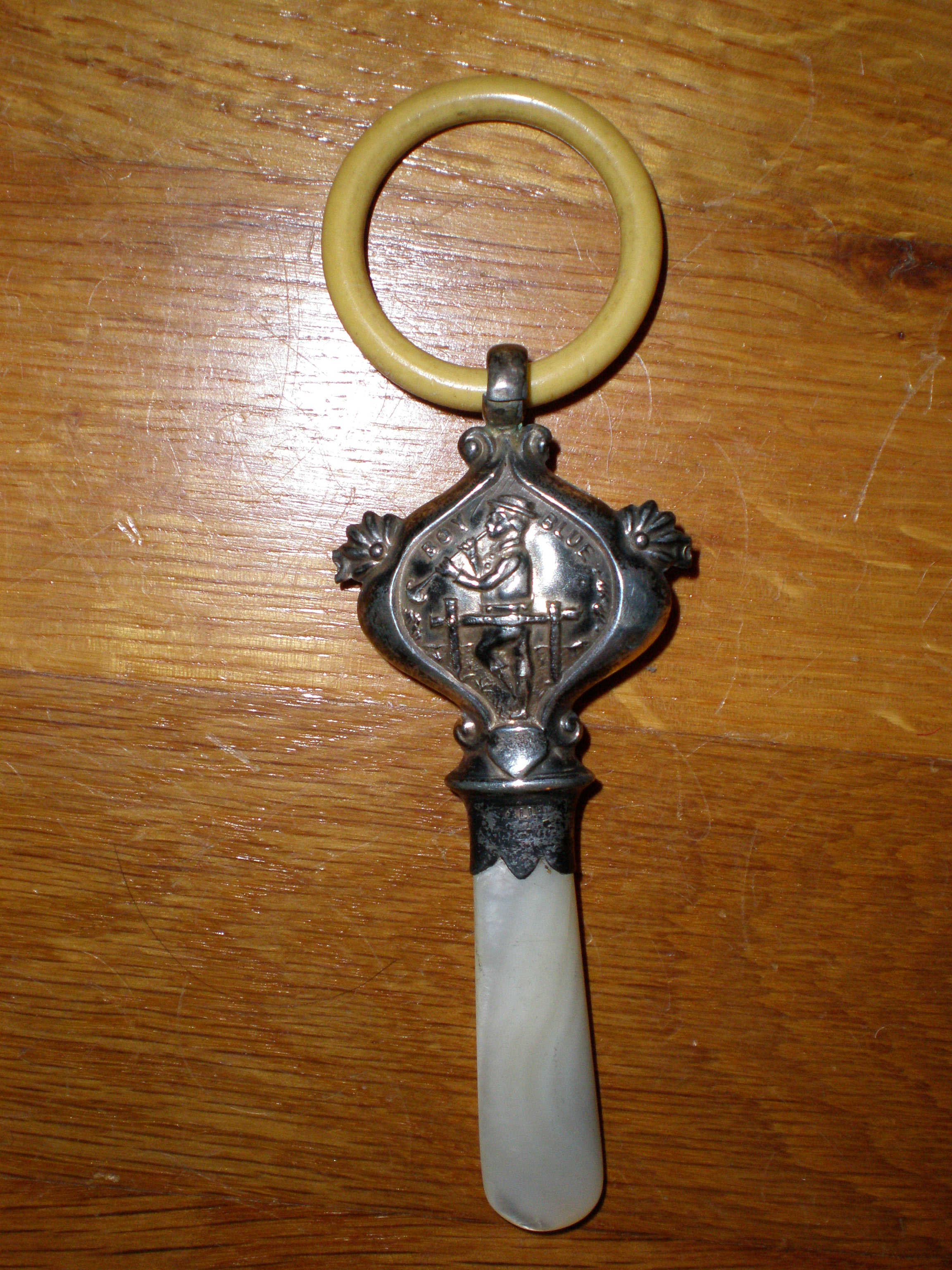
Beißring, Anfang 20. Jahrhundert

Historiker sind sich weitgehend darüber einig, dass die Geschichte des Schnullers mit der Entwicklung der künstlichen Säuglingsernährung beginnt. Bereits ein Relief aus der Zeit um 900 v. Chr. aus dem Palast des Königs Sardanapal von Niniveh zeigt eine Frau, wie sie mit einem bauchigen Gefäß und einem Stäbchen einem Kind Nahrung (Milch, Honig, flüssige Butter) in den Mund streicht. Weiterhin ist die Ernährung mit Honig und ähnlichem mittels Tontierchen bekannt; das sind Tongefäße in Tierform, die hinten eine große Öffnung zum Einfüllen der Nahrung hatten und im Bereich der Augen Öffnungen zum Saugen.
In Europa sind Schnuller mindestens schon seit dem Mittelalter bekannt, wie bildliche Darstellungen zeigen. So etwa hält das Jesuskind auf einem Altarbild in der Kirche St. Stephani in Aschersleben aus dem 15. Jahrhundert ein zu einem Beutel zusammengeschnürtes Leinentuch mit einer Füllung, das als Schnuller diente. Diese Lutschbeutel waren als Stoffschnuller vom Spätmittelalter bis ins 18. Jahrhundert verbreitet. Sie wurden gefüllt mit einer gesüßten Masse aus Brot, Zwieback, Mehl, Brei – meist aus Äpfeln oder Möhren – oder sogar Mohnsamen. Manchmal wurden sie auch in Branntwein getaucht. Solche Lutschbeutel dienten vor allem als Beschäftigung der Kleinkinder und als Ablenkung v. a. in Zeiten der Hungersnot. Auch wirkten sie durststillend. Diese Art von Schnuller spielt auch in der Bildergeschichte Der Schnuller von Wilhelm Busch eine Hauptrolle. Weitere Namen wie Sauglappen, Zulp, Zutzl, Zapfen, Nuppel, Schlutzer, Stöpfel, Schlozer, Fopper, Nosi, Zuckertif, Lülli, Pracherzitz (im früheren Ostpreußen) und viele andere zeugen von der weiten Verbreitung u. a. im deutschsprachigen Gebiet.
Der Schnuller wirkt durch die massierende Wirkung dem Juckreiz beim Zahnen entgegen und half besonders in Zeiten der Hungersnot. Das Reiben am Zahnfleisch sollte beim Zahnen Erleichterung verschaffen. Zu diesem Zweck nutzte man sogar Tierzähne, Knochen, Kristalle oder Elfenbein. Der harte Gegenstand sollte das Zahnfleisch durch dauernden Druck durchscheuern und das unangenehme Jucken besänftigen. Christian August Struve nannte den Gebrauch des Stoffschnullers „eine der ekelhaftesten Gewohnheiten […] womit man das Kind nähren und beruhigen will“. Er kritisierte die mangelnde Hygiene, Mundfäulnis mit Ausfall von Zähnen und die Gärung der Nahrungsmittel im Mund.
Der moderne Gummischnuller wurde in der zweiten Hälfte des 19. Jahrhunderts entwickelt. Er bedeutete einen Fortschritt bei der Hygiene. Über die Benutzung als Beruhigungsmittel wurde auf der 76. Versammlung deutscher Ärzte und Naturforscher in Breslau im Jahre 1904 diskutiert. Während sich einige Ärzte gegen jeglichen Gebrauch aussprachen, wollten andere „unter gewissen Bedingungen die Verwendung eines modernen, sauberen Schnullers zugestehen“.

## Formen und Größen
Es werden zwei Formen des Mundteils (Sauger) unterschieden: die runde Kirschform und die vorn abgeschrägte, der Mundhöhle angepasste Gaumenform. Entwickelt wurde die Gaumenform 1949 durch den Zahnmediziner Adolf Müller. Der Mediziner Wilhelm Balters sicherte die Entwicklung durch wissenschaftliche Studien ab.
Die 1948 von den Franzosen Marret und Patuel gegründete Firma Mapa in Zeven ist einer der größten Schnullerproduzenten. Sie erhielt die Patente der von Müller und Balters entwickelten gaumengerechten Beruhigungs- und Trinksauger sowie das Warenzeichen NUK (Abkürzung für „natürlich und kiefergerecht“) mit der Übernahme der Hanseatischen Gummiwarenfabrik. Um dem Wachstum der Mundhöhle gerecht zu werden, bieten die meisten Hersteller heute Mundteile in verschiedenen Größen an. Zudem können spezielle Schnuller auch als Saugtrainer in der Therapie von Saugschwächen, bei Fehlfunktionen der Mundmotorik und in der Logopädie angewendet werden.
Der österreichische Designer Ernst Beranek war über Jahrzehnte mit der Entwicklung von Schnullern beschäftigt.
Inzwischen gibt es diverse Weiterentwicklungen des Schnullers, die den Hebeleffekt minimieren sollen, damit es zu einer möglichst geringen Beeinflussung des Zahndurchbruchs kommt. In einer kleinen Untersuchung waren drei Gruppen von Kindern (kein Schnuller, ein „normaler“ und ein neuer Schnuller, der aufgrund dieser Überlegungen entwickelt worden war) auf Zahn- oder Kieferfehlentwicklung hin verglichen worden. Dabei schnitt die Gruppe kein Schnuller am besten ab (kein Kind wies eine Zahn- oder Kieferfehlentwicklung auf). In den beiden Gruppen mit Schnullern zeigten sich Fehlentwicklungen (offener Biss), die neu entwickelten Schnuller schienen jedoch den herkömmlichen überlegen.

## Vor- und Nachteile

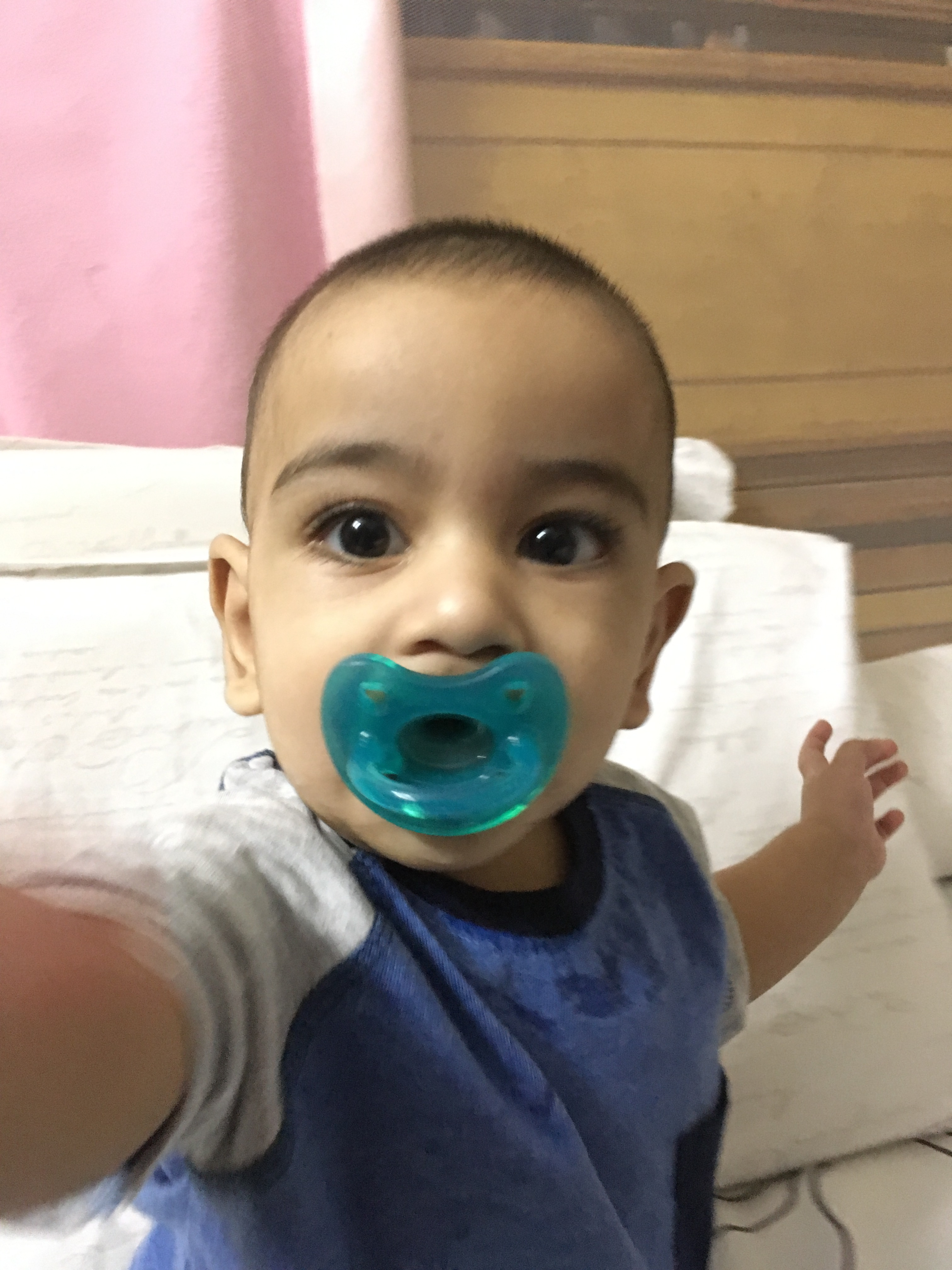
Kleinkind mit einem Schnuller

Die Verwendung eines Schnullers in den ersten sechs Wochen nach der Geburt kann zur Saugverwirrung führen.
Da das Saugen an einem Schnuller die Druckverhältnisse der Eustachi-Röhre (Verbindung zwischen Mundraum und Ohr) verändert, könnte es bei Kindern, die einen Schnuller benutzen, häufiger zu Ohrenschmerzen und Mittelohrentzündungen kommen.
Nach einer Empfehlung könne man Babys nach dem ersten Lebensmonat mit Schnuller einschlafen lassen. Hierdurch ließe sich das Risiko, am plötzlichen Säuglingstod zu sterben, deutlich reduzieren.
Einige Studien kommen zu dem Ergebnis, dass zu langes Schnullertragen eine Verformung der Kiefergeometrie bewirken kann, so dass Fehlstellungen des Gebisses (offener Biss) sowie Zungenfehlstellungen und daraus resultierende Sprachfehler möglich sind. Die fortdauernde Mundatmung erhöht außerdem das Risiko von Karies- und Erkältungskrankheiten.
In Schnullern kann die Chemikalie Bisphenol A (BPA) enthalten sein, die im Verdacht steht, gesundheits- und erbgutschädigend zu sein. In Deutschland hat zum 1. März 2011 das Bundesministerium für Ernährung, Landwirtschaft und Verbraucherschutz den Stoff im Zusammenhang mit Babyflaschen verboten, der Abverkauf bereits hergestellter Fläschchen mit diesem Stoff war bis Ende Mai 2011 gestattet. Es gibt seitdem  Schnuller ohne BPA. In Österreich wurde mit einer Verordnung des Bundesministeriums für Gesundheit vom 6. Oktober 2011 die Produktion von Schnullern mit Bisphenol A verboten.

Für diesbezügliche Vorschriften in anderen Ländern siehe 

## Fehlerhafte Anwendung

### Abschlecken

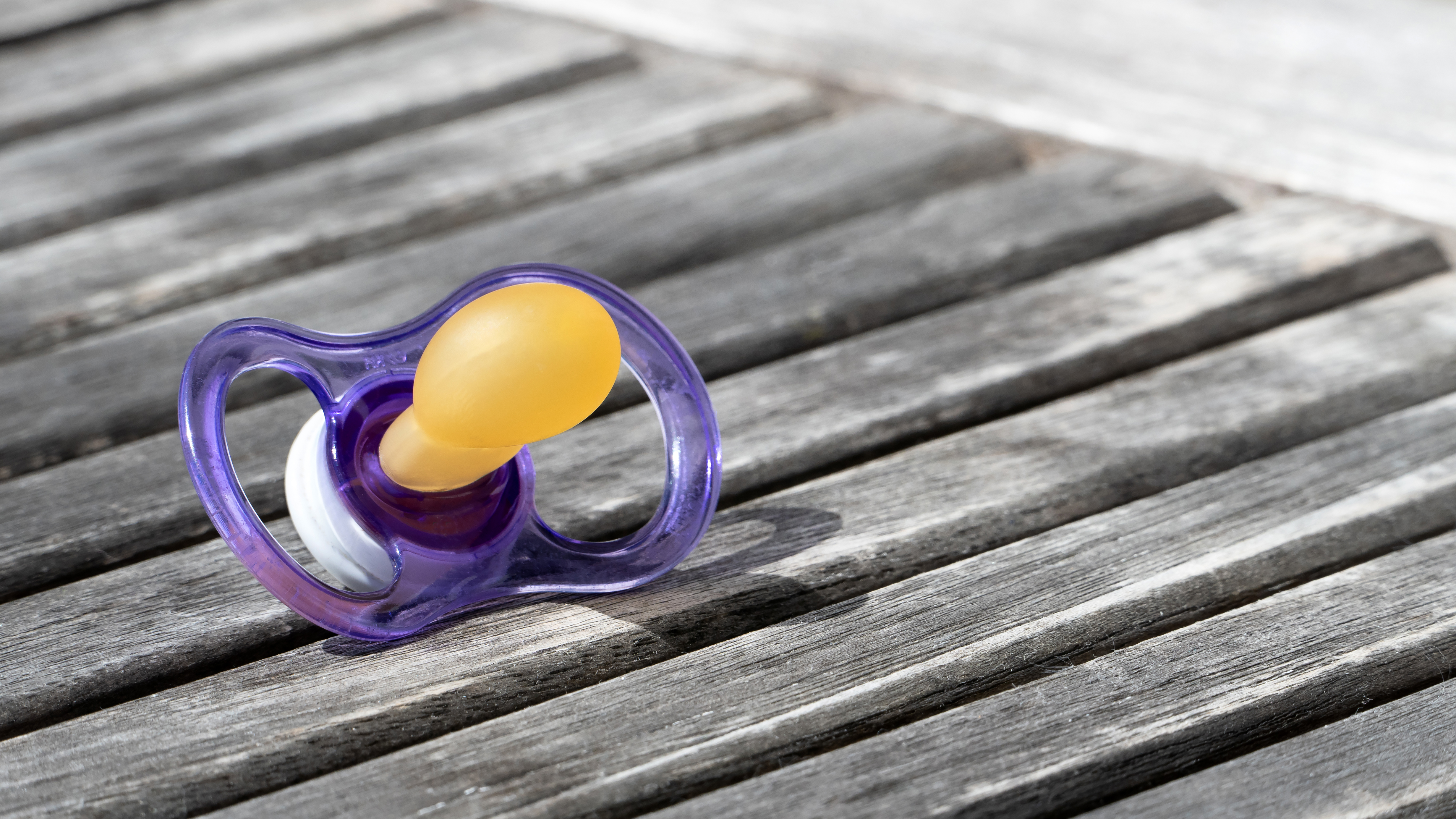
Auf den Boden gefallener Schnuller

Manche Eltern neigen dazu, den Schnuller durch eigenes Abschlecken oder Absaugen zu reinigen, beispielsweise nachdem der Schnuller zu Boden gefallen ist. Hierdurch ist eine Ansteckung des Kindes mit kariesauslösenden Mundbakterien (kariogene Streptokokken) möglich. Die häufigste Übertragung erfolgt über den Schnuller und den Milchflaschensauger zwischen Mutter und Kind (Vorkosten, Temperaturprüfung der Milch).

### Honig
Um die Beruhigungswirkung des Schnullers zu steigern, wird der Schnuller in Honig oder andere süße Nahrungsmittel getaucht. Einerseits wird dadurch die Lust auf Süßes bereits im Babyalter programmiert, andererseits werden kariogene Substanzen zugeführt, die eine frühzeitige kariöse Zerstörung der Milchzähne bewirken.
Außerdem kann es über den Honig bei Kindern im ersten Lebensjahr zu lebensbedrohlichen Infektionen mit Clostridien, vor allem Clostridium botulinum kommen.

### Saugflasche
Die Saugflasche soll nicht als Dauernuckel statt des Schnullers gegeben werden. Dies kann zum Nursing-Bottle-Syndrom führen.

## Methoden der Entwöhnung

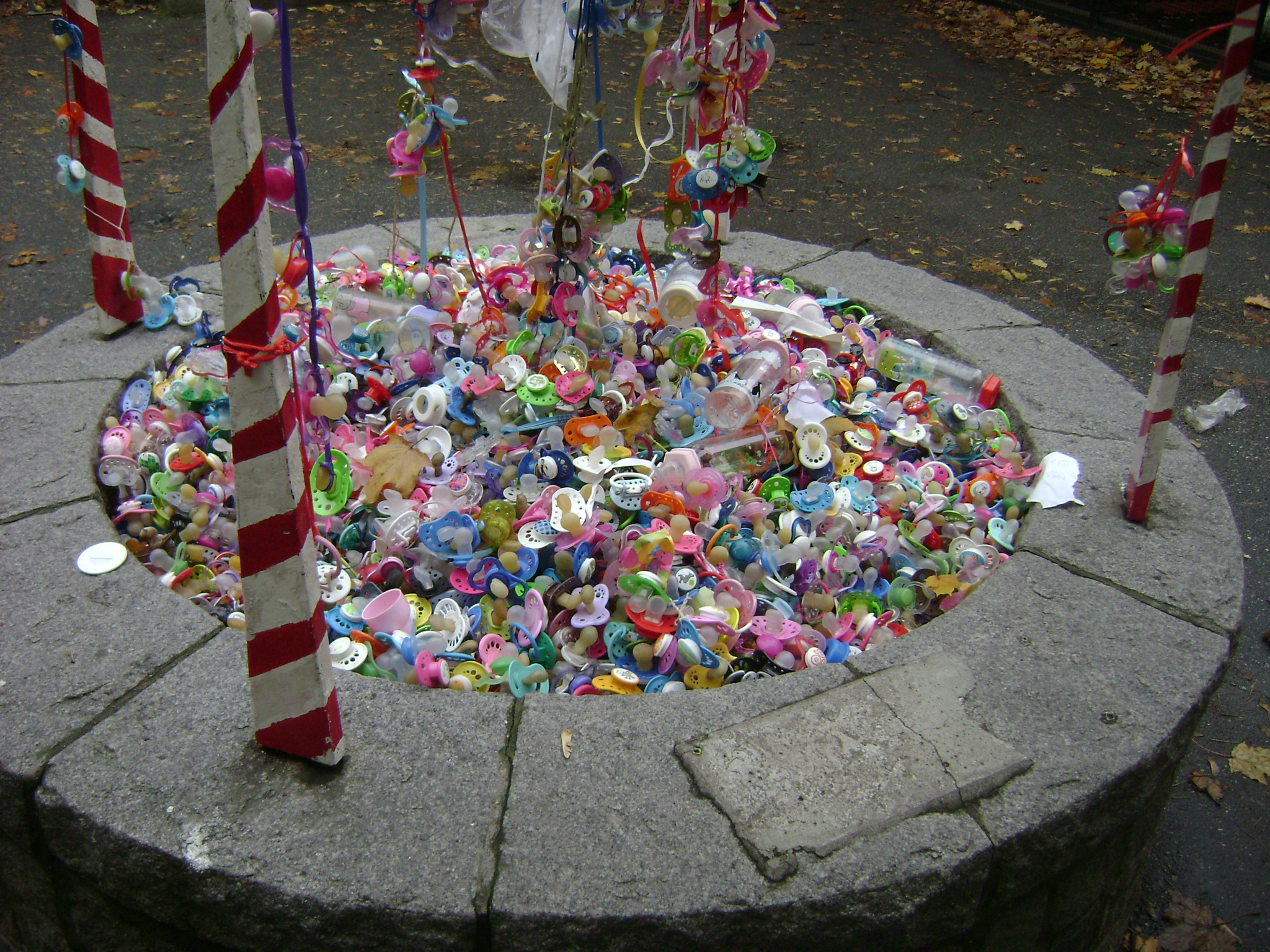
Schnullerbaum

Es wird empfohlen, das Kind möglichst nach dem ersten Lebensjahr, jedoch spätestens nach Vollendung des zweiten Lebensjahres, über einen etwa dreiwöchigen Zeitraum vom Schnuller zu entwöhnen. Da die Entwöhnung in manchen Fällen problematisch verläuft, existiert sogar einschlägige Fachliteratur. Unter anderem wird darin eine anschließende Belohnung vorgeschlagen. Aufgrund der emotionalen Bindung ist es nicht ratsam, den Schnuller vor den Augen des Kindes zu entsorgen, wobei die räumliche Trennung davon endgültig und konsequent erfolgen sollte. Um den Abschied vom Schnuller zu erleichtern, nutzen Eltern unterschiedliche Entwöhnungsmethoden.

### Abschiedsfest

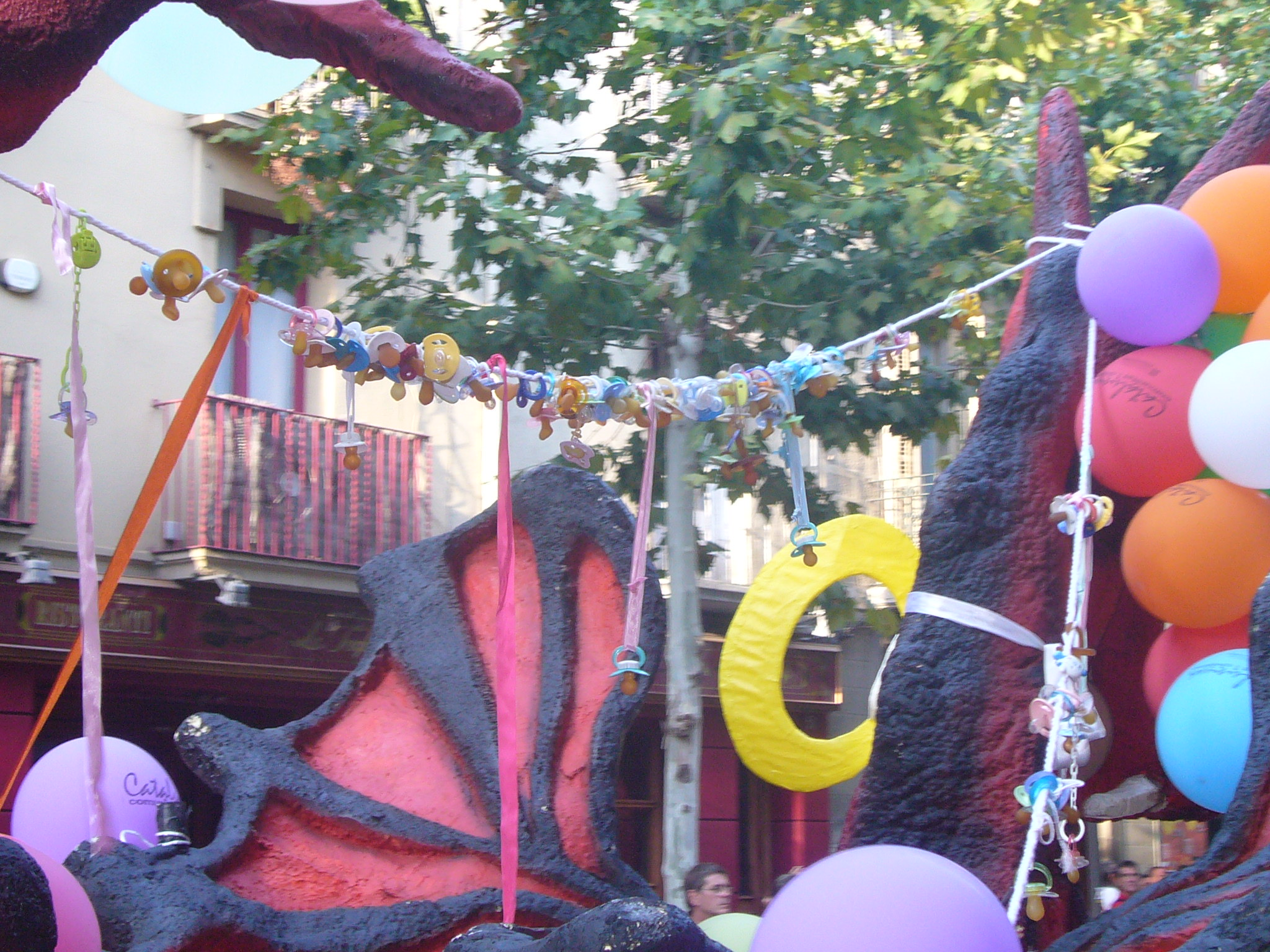
Schnullerfest

Manche Familien feiern ein Abschiedsfest, bei dem das Kind den Schnuller in Geschenkpapier einpackt, um diesen einem fiktiven Baby zu schenken. Ein Elternteil bringt den Schnuller aus dem Haus und kommt mit einem Geschenk wieder, das von dem Baby sei, welches sich damit für den Schnuller bedankt. Das Kind erfährt somit, dass sein Schnuller anderswo einen guten Zweck erfüllt.

### Schnullerbaum

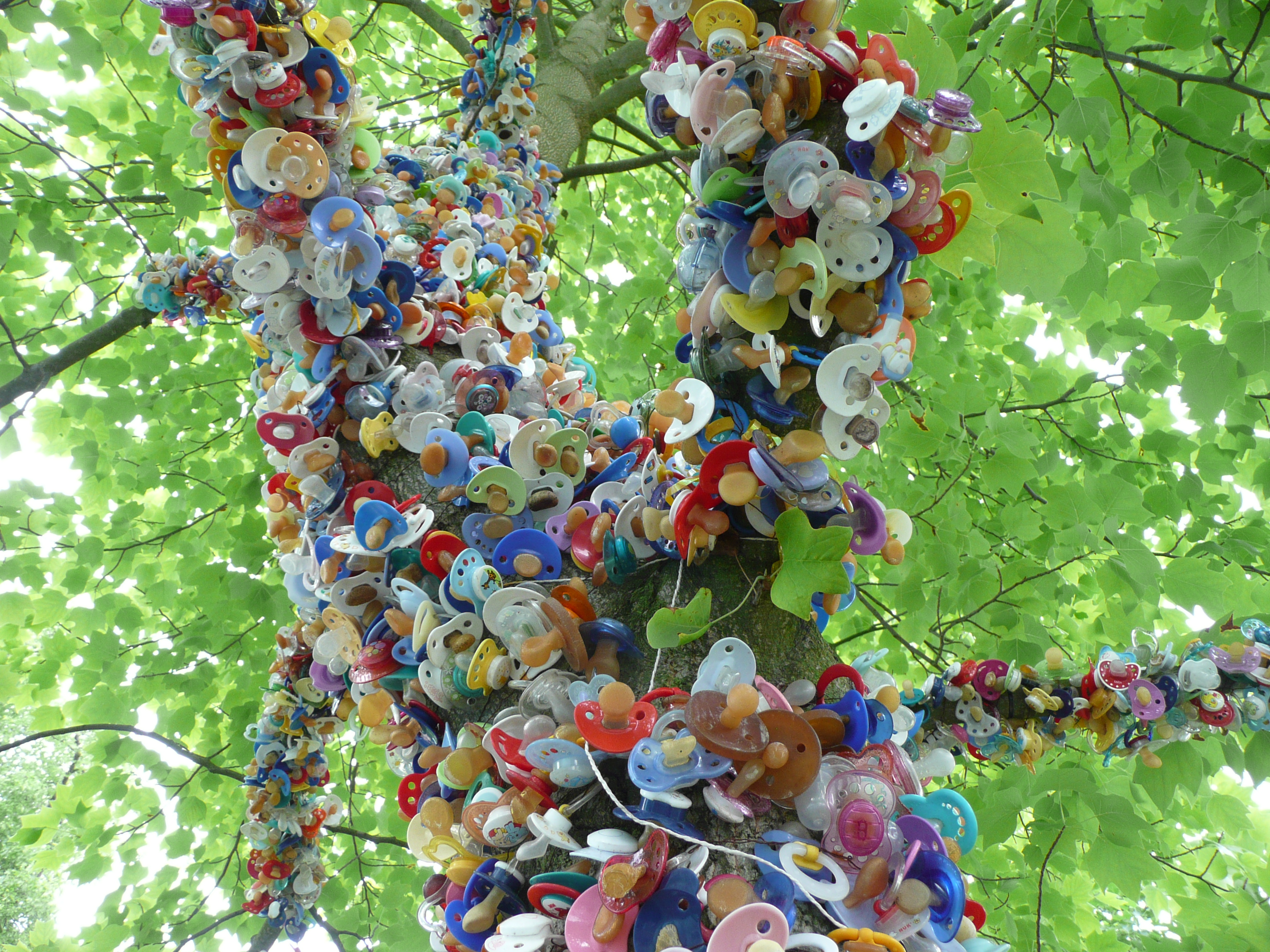
Detail des Schnullerbaums der Kinderklinik des Universitätsklinikums Carl Gustav Carus Dresden

In Dänemark ist es schon lange Tradition, dass das Kind seinen Schnuller an einen Schnullerbaum hängen und diesen jederzeit wieder besuchen kann, so dass es den Abschied mit einem positiven Erlebnis verbindet. In Deutschland wird dieser dänische Brauch nach und nach von einigen Städten und Gemeinden übernommen, die in ihren Parks öffentliche Schnullerbäume ausweisen und an bestimmten Terminen Schnullerfeste mit Kinderprogramm veranstalten.

### Schnullerfee
Verfolgt man Erfahrungsberichte der Eltern, so hat sich mehrheitlich die Schnullerfee in Deutschland etabliert, die als fiktive Gestalt oder gespielte Person den Schnuller des Kindes gegen ein Geschenk eintauscht. Die Schnullerfee kommt wie die Zahnfee aus dem angloamerikanischen Raum.

### Mundvorhofplatte
Die Mundvorhofplatte ist eine lose, schnullerähnliche Platte. Sie wird in verschiedenen Arten und Größen hergestellt, um sie bei verschiedenen Indikationen einsetzen zu können. Sie kann dabei helfen, das Nuckeln am Daumen oder Schnuller abzugewöhnen oder bereits entstandene Schäden der Zahnstellung zu reduzieren.